# Brightline West
Brightline West es una línea de alta velocidad de gestión privada propuesta en los Estados Unidos que unirá de Las Vegas y Rancho Cucamonga en el área metropolitana de Los Ángeles a través del desierto de Mojave de California. La línea se conectará con el ferrocarril existente en la estación Rancho Cucamonga de la Línea San Bernardino de Metrolink, una línea ferroviaria de cercanías en el sur de California. El proyecto pretende brindar una alternativa a los viajes por aire y automóvil entre el sur de California y Las Vegas, destinos turísticos. La construcción de la ruta comenzó en 2025 con $3750 millones de dólares de fondos de la Ley de Inversión en Infraestructura y Empleos, y se prevé que el servicio de ingresos comience en 2028.
La línea se desarrolló a partir de 2005 como DesertXpress y ha pasado por varios desarrolladores e inversores. En septiembre de 2018, el proyecto conocido como XpressWest fue adquirido por Fortress Investment Group, propietario de Brightline en Florida, la única ruta ferroviaria interurbana de gestión privada en los Estados Unidos. También se está considerando una extensión desde Victor Valley hasta la estación del Tren de Alta Velocidad de California en Palmdale.

## Contexto
Las Vegas es un destino de juegos de azar para el área metropolitana de Los Ángeles y Los Angeles una Ciudad global, ciudades turísticas, siendo la Interestatal 15 una ruta directa entre las dos regiones. Se estima que 50 millones de personas viajan entre Los Ángeles y Las Vegas anualmente y el 85% usa un automóvil. El viaje en automóvil toma más de cuatro horas mientras que los autobuses programados cubren la ruta en cinco a siete horas. La carretera tiene mucho tráfico los jueves, viernes y domingos, lo que provoca retrasos significativos. Los automovilistas que regresan a Los Ángeles el domingo pueden crear un respaldo de 29 km. Las aerolíneas tienen vuelos directos, pero el tráfico y la seguridad en el aeropuerto agregan tiempo al vuelo corto. Las Vegas perdió su último servicio de tren de pasajeros en 1997 cuando Amtrak canceló el Desert Wind.

## Material rodante

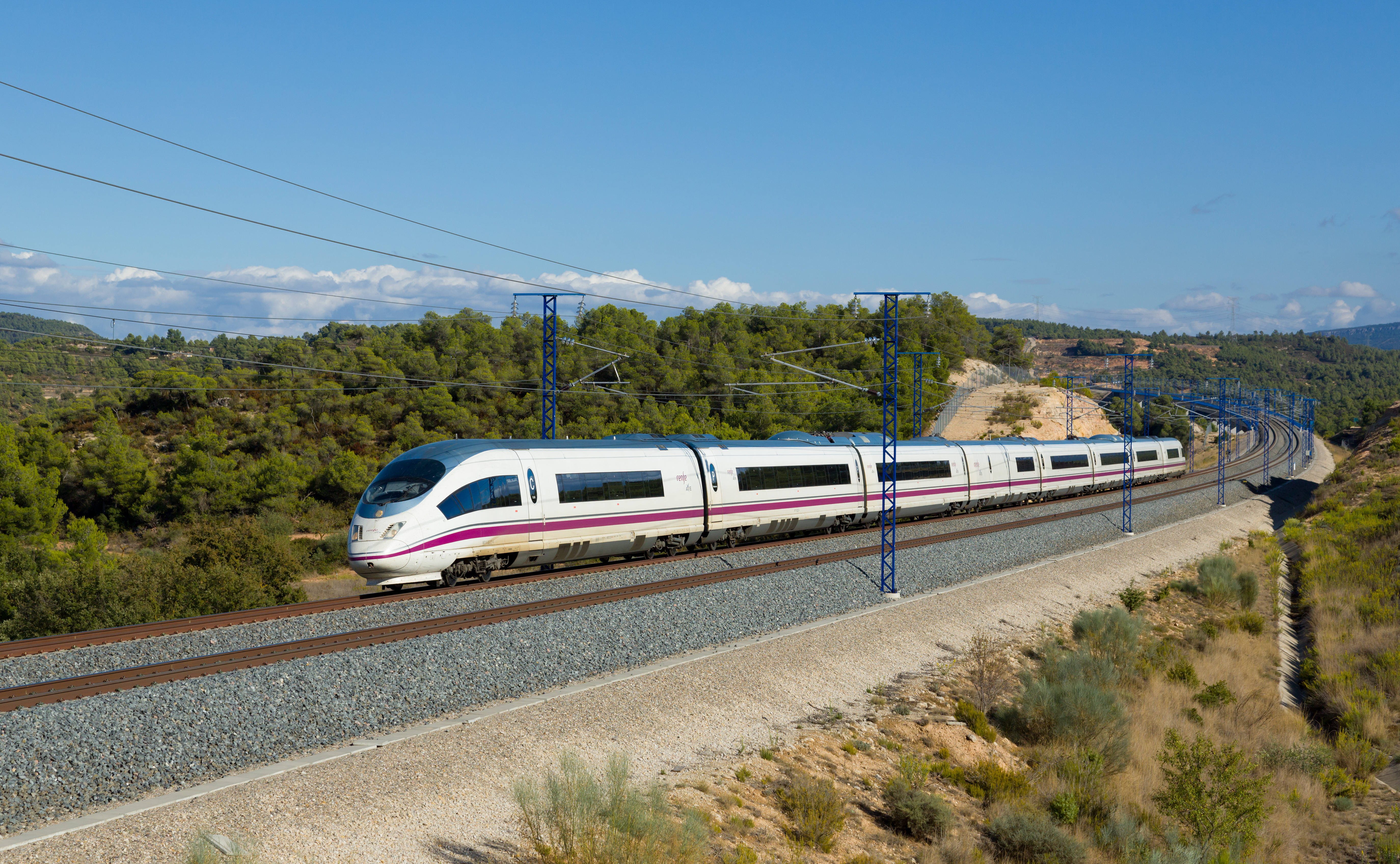
La Serie 103 de Renfe es un tren de alta velocidad Siemens Velaro similar al propuesto para Brightline West.

Está previsto que el servicio utilice el material rodante Siemens Velaro. Brightline sería el primer cliente de Velaro Novo de Siemens, que actualmente se está probando en Alemania utilizando el tren ICE-S.
El material rodante requerirá una alta relación potencia a peso para subir las pendientes pronunciadas de hasta el 4.5 % en la ruta planificada: la serie Velaro fue diseñada para el sistema ferroviario alemán de alta velocidad que tiene pendientes de hasta el 4 % en la ruta Línea de alta velocidad Colonia-Fráncfort. 
Este ya es un mejor desempeño de "ascenso" que el especificado por las Especificaciones técnicas de interoperabilidad de la Unión Europea, que exigen una calificación máxima de 3.5%.